# Französische Aussprache des Lateinischen
Die französische Aussprache des Lateinischen (frz. prononciation traditionnelle du latin, auch latin à la française oder latin gallican) ist die historische Aussprache des Lateinischen in Frankreich, wie sie in Unterricht und Kirche über viele Jahrhunderte hinweg üblich war. Zu Beginn des 20. Jahrhunderts wurde sie an den Schulen und Universitäten zugunsten der klassisch-restituierten Lateinaussprache aufgegeben, während im kirchlichen Gebrauch das italienische Lautmodell an ihre Stelle trat.
Latein à la française unterliegt weitestgehend den Ausspracheregeln des Französischen. Diese werden jedoch nicht vollständig auf die lateinische Sprache übertragen, sodass es einige charakteristische Unterschiede zwischen dem Französischen und dem französischen Latein gibt.

## Charakteristika der französischen Lateinaussprache
Die folgende Beschreibung ist den Élémens de la Grammaire françoise (1829) von Charles-François Lhomond entnommen.
ANLEITUNG ZUR LATEINAUSSPRACHE.
Wenn man Französisch lesen kann, kann man auch das Lateinische mühelos lesen. Die Ausspracheunterschiede beschränken sich auf folgende:
- AI, EI, OI, OU werden getrennt ausgesprochen: Danai [danai], fidei [fidei], introitus [ɛ̃tɾɔitys], prout [pɾɔyt].
- AU wird wie frz. ô ausgesprochen: laus [los], laudate [lodate], auctor [oktɔɾ].
- Endungen von Eigennamen auf -US werden jedoch getrennt gelautet: Nicolaus, Danaus, « prononcez Nicola-us, Dana-us » [nikɔlays], [danays].
- Æ, Œ und alle E in offener Silbe werden wie frz. é ausgesprochen: pœnæ, « prononcez péné » [pene].[# 1]
- AM, AN werden [ɑ̃] ausgesprochen: angelus [ɑ̃ʒelys], vocantis [vɔkɑ̃tis], amant [amɑ̃t], amplius [ɑ̃plijys].
- EM, EN werden immer [ɛ̃] und niemals [ɑ̃] ausgesprochen
- OM, ON und UM, UN werden [ɔ̃] ausgesprochen: montis [mɔ̃tis], fons [fɔ̃s], compos [kɔ̃pos], promptus [pɾɔ̃ptys], unda [ɔ̃da], fugiunt [fyʒijɔ̃t], umbræ [ɔ̃bɾe].
- Zudem wird UN in sehr wenigen Wörtern wie frz. un [œ̃] ausgesprochen: nunc [nœ̃k], hunc [œ̃k], tunc [tœ̃k], cuncti [kœ̃kti][# 2]
- Die Endsilbe -UM wird stets [ɔm] gelautet: domum [domɔm], priorum [pɾijoɾɔm], vanum [vanɔm] usw.
- AM, AN, EM, EN, OM und ON werden vor M bzw. N und am Wortende nicht nasaliert: Titan [titan], annus [a(n)nys], musam [myzam], flamma [flama], amnis [amnis], lumen [lymɛn], partem [paɾtɛm], dein [de.in], hymnus [imnys], immotus [i(m)motys], Damon [damɔn], connexus [kɔnɛksys], omnis [ɔmnis], committo [kɔmito] usw.
- Alle Buchstaben, die nicht von einem Vokal gefolgt werden, sind auszusprechen: fons [fɔ̃s], dicunt [dikɔ̃t], psalmus [psalmys], promptus [pɾɔ̃ptys], emptor [ɛ̃ptɔɾ] usw.
- CH wird immer [⁠k⁠] gelautet: charitas [kaɾitas], chorus [kɔɾys], Anchises [ɑ̃kizɛs].
- GN wird immer „hart“ [ɡn] ausgesprochen wie in den frz. Wörtern gnostique, gnomonique: magna [maɡ.na], igne [iɡ.ne], agni [aɡ.ni].
- Dreifache Lautung von QU (wenn U keine eigene Silbe ist):[# 3]

1. [kw] vor A: quare [kwaɾe].
2. [kɥ] vor E, Æ und I: quæ [kɥe], quercus [kɥɛɾkys], quilibet [kɥilibɛt].
3. [⁠k⁠] vor O und U: quotannis [kɔtanis], equus [ekys].

- -TI wird vor Vokalen wie frz. ci [si] ausgesprochen: gratia [ɡɾasija], actio [aksijo], actium [aksijɔm], prudentiæ [pɾydɛ̃sije].[# 4]

Anmerkungen:
1. ↑  E in geschlossener Silbe wird nicht erwähnt, wo es offen bzw. in mittlerer Qualität zu lauten ist. Zur Lautung des E siehe die Ausspracheangaben auf Wikibooks (mit Quellenangaben).
2. ↑  Darin eingeschlossen sind sämtliche Ableitungen des lateinischens Verbs cunctor [kœ̃ktɔɾ]. Den Quellen zufolge wird die Buchstabenverbindung UNC in allen anderen Fällen [ɔ̃k] ausgesprochen, obgleich es diesbezüglich Unsicherheiten gegeben hat.
3. ↑  Diese dreifache Lautung gilt auch für GU, vgl. auch SU in suavis [swavis], assuescat [asɥɛskat].
4. ↑  Gilt nicht für -STI, -XTI + Vokal.

## Die Reform der Lateinaussprache in Frankreich
Das Wissen um den Lautstand des klassischen Lateins war spätestens seit Erasmus von Rotterdam allgemein bekannt. Zudem trugen neuerliche Erkenntnisse der historischen Linguistik und der Altphilologie im 19. Jahrhundert dazu bei, dass in Frankreich immer mehr der Wunsch nach einer Reform der Lateinaussprache erwuchs.

### Hinwendung zur klassischen Aussprache an den Universitäten und Schulen
Die Befürworter der klassisch-restituierten Aussprache, allen voran der Altphilologe Éloi Ragon, empfanden die französische Lautung als obsolet und sahen in ihr ein klangliches Zerrbild, das der lateinischen Sprache nur unzureichend gerecht wird:

„Wenn man Latein auf französische Art ausspricht, verschwindet der Laut [⁠u⁠] vollständig aus dem Lateinischen. Der Buchstabe U erhält in französischer Aussprache vier verschiedene Lautungen: ü [⁠y⁠], un [œ̃], o [⁠ɔ⁠], on [ɔ̃] (Deus [deys], tunc [tœ̃k], Deum [deɔm], defuncti [defɔ̃kti]). Und wenn wir nunquam mit dem Klang des nasalen o [ɔ̃] wie in dem alten (französischen) Wort « onc » aussprechen, ist es dann logisch, derselben Silbe in nunc und tunc den Klang des nasalen u [œ̃] zu geben, obwohl viele Leute nicht wissen, ob man defunctus wie unser Wort « défunt » [defœ̃] oder wie unser Wort « fonction » [fɔ̃ksjɔ̃] aussprechen soll.“

„Ist es wirklich von Vorteil, keinen Ausspracheunterschied zwischen possint und possent [pɔsɛ̃t], legerint und legerent [leʒeʁɛ̃t], fugerint und fugerent [fyʒeʁɛ̃t] usw. zu machen?“

Spätestens ab 1914 wurde an den Universitäten eine Lateinaussprache verbindlich, die dem damaligen Forschungsstand der historischen Linguistik entsprach (prononciation à la cicéronienne). Diese hielt nach dem Ersten Weltkrieg – und zum Teil schon davor – in gemäßigter Form auch an den Schulen Einzug, wo sie die traditionelle Lateinaussprache verdrängte.
Die Reformdebatte an den Universitäten wurde auch von französischen Musikzeitschriften verfolgt. Allerdings war die Berichterstattung längere Zeit von der Unklarheit geprägt, was genau unter der klassisch-restituierten Aussprache zu verstehen sei. Diese Unklarheit rührte von der Mehrdeutigkeit des Worts römisch her, das sich sowohl auf die Antike (Republik, Kaiserreich) als auch auf die Moderne (Hauptstadt Italiens, katholische Kirche) beziehen kann. Einige Kantoren und Musikwissenschaftler sprachen sich einhellig für die Verwendung der rekonstruierten Aussprache in der kirchenmusikalischen Praxis aus und waren gegen die Einführung der italienischen Lateinaussprache:

„Es geht überhaupt nicht darum, die italienische Aussprache zu übernehmen … Wichtiger wäre es, die Schüler daran zu gewöhnen, den (lateinischen) Wortakzent zu beachten. Der Franzose berücksichtigt ihn gar nicht, und wenn, dann setzt er ihn im Lateinischen wie im Französischen auf die letzte Silbe. Genau deshalb ist unsere Lateinaussprache so haarsträubend und abscheulich.“

„Die Lateinaussprache auf italienische Art ist genauso fehlerhaft wie die Aussprache auf französische oder englische Art … Ganz anders ist die wissenschaftliche Aussprache, die auf unumstößlichen Fundamenten ruht … Warum werden unsere lateinischen Texte nicht in der restituierten Aussprache gelesen, rezitiert und gesungen?“

### Übernahme des italienischen Lautmodells in der Kirche
1903 schrieb Papst Pius X. in seinem Motu proprio Tra le sollecitudini:

„Der liturgische Text soll so gesungen werden, wie er in den Büchern steht, ohne Veränderung oder Umstellung von Wörtern, ohne unerlaubte Wiederholungen, ohne die Silben zu verstümmeln und stets in einer Vortragsweise, die von der zuhörenden Gemeinde verstanden wird.“

Der Papst ordnete mit diesem Satz keineswegs die italienische Lateinaussprache an. Aber seine Forderung nach Texttreue und Verständlichkeit kann durchaus so interpretiert werden, zumal die französische Lateinaussprache in gewisser Hinsicht tatsächlich Silben „verstümmelt“ (→ Nasalierung) und in vielen Punkten der weitaus klareren italienischen Lautung unterlegen ist. Tatsache ist, dass die Mönche der berühmten Benediktinerabtei Saint-Pierre zu Solesmes den Anfang machten und nach ihrer Herausgabe der Editio Vaticana (1905), besonders ab 1940, als Eugène Cardine erster Kantor wurde, damit begannen, im gregorianischen Choral die italienische Aussprache zu verwenden. Damit bekundeten sie ihre Verbundenheit mit Rom und verwarfen zugleich die französische Lateinaussprache, deren Nachteile für das Textverständnis wegen der zahlreichen Lautnivellierungen und Vokalvertauschungen auf der Hand lagen.
Gerade in den Jahren nach der Trennung von Kirche und Staat (1905), auf die Pius X. mit seinen Enzykliken Vehementer nos (1906) und Une fois encore (1907) scharf reagierte und den französischen Geistlichen seinen Beistand aussprach, strebte die Kirche Frankreichs die unification romaine an, die „Vereinigung mit Rom“. Und ein Ausdruck dieses Strebens war die Einführung der italienischen Lateinaussprache, die in der Folge gerne prononciation à la romaine genannt wurde. Allerdings sollte es noch mehr als drei Jahrzehnte dauern, bis diese Aussprache vollkommen etabliert war:

„Nachdem der Anlauf genommen war, setzte sich die Reform – später von der Nuntiatur unterstützt – allmählich in allen Diözesen Frankreichs durch, mit Ausnahme von Cambrai und von Dijon. Die eifrigsten Vorstreiter der phonetischen Erneuerung konnten leider nicht immer ihre guten Absichten erfolgreich mit der italienischen Lateinaussprache in Einklang bringen. Und in wie vielen Kirchen hört man noch heute (1938) ein scheußliches Gemisch aus der italienischen und der alten französischen Lautung!“

### Die heutige Situation
Die Reform an den Universitäten und Schulen verlief offenbar mit geringeren Problemen als in den französischen Kirchen, wo sie ein langwieriger Prozess war. So wurden z. B. noch Anfang der 1930er Jahre auf Betreiben der Freunde der französischen Lateinaussprache in Paris zwei Messen in französischer Lateinaussprache gelesen und gesungen, die jedoch die allgemeine Durchsetzung der Aussprache à la romaine nicht aufhalten konnten. Erst zur Mitte des 20. Jahrhunderts war die alte französische Lautung endgültig aus dem gottesdienstlichen Gebrauch verschwunden, und auch das romanisierende Latein wurde seinerseits nach dem Zweiten Vatikanischen Konzil von der Landessprache Französisch abgelöst. Heute werden in französischen Gottesdiensten lateinische Gesänge und Messen, Motetten, Kantaten und Oratorien wiederum auf italienische Art gesungen und aufgeführt.
Lateinische Lehnwörter und Fachausdrücke werden in der Alltagssprache nach wie vor französisch gelautet, da sie zu französischen Wörtern geworden sind: curriculum vitæ [kyʁikylɔm vite], cæcum [sekɔm], exequatur [ɛɡzekwatyʁ], fœtus [fetys], vadémécum [vademekɔm], u. v. m.

### Wiederbelebung durch die Historische Aufführungspraxis
Seit den 1990er Jahren kam es in Frankreich zu einer kleinen Renaissance der alten Lateinaussprache, als führende Ensembles der Alten Musik im Interesse der historisch informierten Aufführungspraxis damit begannen, sie in Aufführungen von kirchenmusikalischen Werken der französischen Barockzeit zu verwenden, z. B. Les Arts Florissants unter William Christie, Le Concert Spirituel unter Hervé Niquet, Les Talens Lyriques unter Christophe Rousset, Le Poème Harmonique unter Vincent Dumestre, Le Parlement de Musique unter Martin Gester, u. a.
Allerdings beschränkt sich die Verwendung auf Kompositionen von Lully, Charpentier, Campra, Couperin und Rameau u. a., obwohl bis ins 20. Jahrhundert die Kirchenmusik von Cherubini, Rossini, Berlioz, Fauré oder Saint-Saëns in der traditionellen Lateinaussprache aufgeführt wurde. Besonders hervorgehoben sei Francis Poulenc, da er genau in der Zeit der Reformen lebte und lateinische Wörter bei der Vertonung gerne französisch akzentuierte (Endsilben auf betonten Zählzeiten). Daraus darf man folgern, dass Poulenc seine geistlichen Werke nicht in italienischer Lautung hören wollte, wie sie zu seiner Zeit in Frankreich neu war, sondern in traditionell französischer Aussprache.
Zudem seien im Opernbereich die lateinischen Studentenlieder und Gebete in Berlioz’ La damnation de Faust und der Eingangschor „Te Deum laudamus“ in Halévys La juive erwähnt.